# Heinrich LXIX. (Reuß-Köstritz)
Heinrich LXIX. Reuß zu Köstritz (* 19. Mai 1792 in Köstritz; † 1. Februar 1878 ebenda) war ein deutscher Standesherr.

## Leben
Heinrich LXIX. entstammte der nichtregierenden Nebenlinie Reuß-Köstritz aus der jüngeren Linie der alten, weitverzweigten deutschen Hochadelsfamilie der Reuß. Seine Eltern waren Fürst Heinrich XLVIII. Reuß zu Köstritz (1759–1825) und Christine Henriette Antonie geborene Gräfin von Schönburg-Wechselburg-Forderglauchau (1766–1833). Er heiratete am 5. November 1834 in Florenz Lady Mathilde Harriet Elisabeth geborene Locke (* 12. September 1804 in England; † 29. Dezember 1877 in Köstritz), die Tochter eines britischen Generalleutnants John Locke und Nachkommin des Philosophen John Locke.
Heinrich LXIX. war zunächst Graf von Plauen und Köstritz und wurde am 12. November 1853 Fürst Reuß-Köstritz. Seit dem 16. September 1856 war er als Erbe seines Cousins Heinrich LXIV. Besitzer des Paragiums Reuß-Köstritz. Damit verbunden war eine Virilstimme im Landtag Reuß jüngerer Linie: Entsprechend war er vom 27. November 1871 bis zum 1. Februar 1878 Mitglied des Landtags. 
Er verstarb ohne männlichen Erben. Das Paragium fiel damit mit seinem Tode an Heinrich IV. aus dem mittleren Zweig der Nebenlinie.